# Clemente Damiano
Clemente Damiano  (conte de Priocca) né à Turin le 23 novembre 1749 et mort dans la même ville le 5 février 1813 est un écrivain et homme politique piémontais.

## Biographie
Clemente Damiano né à Turin en 1749 est le douzième enfant d'une famille aristocratique de Asti. Dès son plus jeune âge, il révèle une disposition précoce pour les études humanistes mais privilégie l'étude du droit obtenant sa licence en droit à Turin en 1771.
En 1774, il est agrégé au Collège des juristes et le 5 juillet nommé référendaire du roi au Conseil. Le 10 novembre 1778, il est nommé membre du Sénat du Piémont . Il remplit successivement diverses charges importantes et est décoré de la Grande Croix de l'Ordre des Saints Maurice et Lazare. Le 11 septembre 1786, il est nommé ministre plénipotentiaire auprès de la cour papale de Pie VI.
Avec le conflit que la France mène contre le Piémont, il est chargé d'obtenir une aide financière urgente du Saint-Siège qui s'accrochant à l'espoir que les armes de l'Autriche et des alliés suffiraient à dissiper la menace française, et invoquant le manque de moyens financiers, le pape Pie VI repousse sans cesse la réponse et l'aide demandée n'est pas accordée.
Après l'armistice de Cherasco (28 avril 1796) entériné par le  traité de Paris (15 mai 1796), il est rappelé à Turin et chargé du ministère des Affaires étrangères (7 juin 1796).
Faisant les frais du conflit lardé entre La France et le Roi du Piémont, il finit par se retrouver en prison (Cittadella) puis exilé successivement à Grenoble, Dijon et Barcellone puis rejoint le roi à Livourne.
Lorsque la bataille de Marengo anéantit les espoirs d'un retour du souverain à Turin, le roi part pour la Sardaigne et Clemente Damiano s'installe à Pise, où il vit jusqu'en 1810. Il rentre à Turin où il meurt le 5 février 1813.

## Publications
- Preparazione alla morte ed altre preghiere devote compilate da un illustre personaggio, traduit du latin en italien (Turin, 1813)
- Les Tusculanes de Cicéron, traduites en italien (Florence, 1805).
- Giunte, documenti, lettere su Cristoforo Colombo, un'aggiunta, all'opera del Napione Dissertazione della patria di Colombo (Florence, 1808),